# Xã Franklin, Quận Lincoln, Kansas
Xã Franklin (tiếng Anh: Franklin Township) là một xã thuộc quận Lincoln, tiểu bang Kansas, Hoa Kỳ. Năm 2010, dân số của xã này là 98 người.